# Těchanovická vyhlídka
Těchanovická vyhlídka (nebo také Rozhledna Staré Těchanovice) je volně přístupná vyhlídková věž, v bezejmenné lokaci (495 m n. m.) na stráni u Kostelního vrchu (516 m n. m.) poblíž obce Staré Těchanovice, asi 20 km jihozápadně od Opavy v okrese Opava v Moravskoslezském kraji. Stavba byla oficiálně otevřena v květnu 2018.

## Popis rozhledny
Věž rozhledny je vysoká 11,9 metru, přičemž vyhlídková plošina je umístěna ve výšce 9,2 metru nad terénem. Vede k ní celkem 39 schodů. Rozhledna má dřevěnou konstrukci o třech patrech, stojí na čtyřech betonových patkách.

## Historie rozhledny
Obec Staré Těchanovice nechala v letech 2016 až 2018 vybudovat rozhlednu, kterou projektoval ing. Adam Benek a stavbu dodala firma Tesařství Jaroslav Špaček. Původní místo pro umístění stavby leželo 1 kilometr severně od obce na Karlově kopci, ale toto místo už bylo zabráno vysílačem, proto byla vybrána lokalita ve svahu Kostelního vrchu asi 1 kilometr západně od obce. V roce 2016 se budovaly základy a základní konstrukci věže, v roce 2017 byla stavba rozhledny prakticky dokončena a v roce 2018 se pracovalo na dokončovacích a upravovacích pracích, také byla dokončena nedaleká sluneční terasa, upraveno okolí a postavení informačních tabulí. Slavnostní otevření proběhlo až 19. května 2018, i když věž byla pro veřejnost přístupná i před slavnostním otevřením. 

## Rozhled
Z rozhledny lze vidět vodní nádrž Kuržberk, obec Staré Těchanovice, vyhaslou sopku Velký Roudný, za velmi dobré viditelnosti pak Praděd a pohoří Hrubý Jeseník a také Moravskoslezské Beskydy a Lysou horu.

## Okolí rozhledny
V okolí rozhledny se nachází sluneční terasa s pěti lehátkosedačkami, informační tabule a Naučná stezka Břidlicová stezka TRASA D, na které se nachází asi 400 metrů vzdálený přístřešek. V relativně blízkém okolí je přehrada Kružberk a Raabova štola.

## Přístup
Rozhledna je celoročně volně přístupná, nelze k ní však dojet autem, je nutno jít pěšky po polní cestě asi 300 metrů ze Starých Těchanovic, nebo po Naučné Stezce Břidlicová Stezka. Asi 4 kilometry daleko je železniční stanice ve Svatoňovicích.